# Tom Hornbein
Thomas „Tom“ Hornbein (* 6. November 1930 in St. Louis, Missouri; † 6. Mai 2023 in Estes Park) war ein US-amerikanischer Bergsteiger.

## Leben
Zunächst studierte Hornbein Geologie. Dann, nachdem er sich mit den Wechselwirkungen von großer Höhe auf den menschlichen Körper befasst hatte, studierte er im Anschluss Medizin. Er begann seine Arzt-Laufbahn als Anästhesist. An der Universität Seattle war er von 1978 bis 1993 Dekan für Anästhesiologie. Bevor Hornbein 1960 an seiner ersten Himalaya-Expedition zum Masherbrum teilnahm, war er vor allem in den Bergen von Colorado und Alaska aktiv.

## Everest-Besteigung
Als Hornbein und sein Partner Willi Unsoeld 1963 als Mitglieder der American Mount Everest Expedition den Fuß des Mount Everest erreichten, hatten erst acht Menschen den Weg zum Gipfel und wieder herunter geschafft, kein US-Amerikaner war unter diesen Bergsteigern gewesen. Hornbein und Unsoeld wollten den Gipfel nicht über die traditionelle Route aus dem Südsattel, die schon Edmund Hillary genommen hatte, sondern über den als schwierig und gefährlich geltenden Westgrat erreichen.
Der Expeditionsleiter Norman Dyhrenfurth bestimmte, dass zuerst James Whittaker und der Sherpa Nawang Gombu die traditionelle Route nehmen sollten, um den ersten amerikanischen Gipfelsieg auf dem höchsten Berg der Welt sicherzustellen. Alle bis dahin erfolgreichen Expeditionen waren über diese Route, das Hochtal Western Qwm, den Südsattel und den Südgrat auf- und wieder abgestiegen. In Untertreibung der Gefahr wurde diese auch „Yak-Route“ genannt. James Whittaker und Nawang Gombu erreichten am 1. Mai 1963 den Gipfel und hissten die amerikanische Flagge.
Drei Wochen später konnten auch Hornbein und Unsoeld auf der von ihnen gewählten Route aufbrechen. Sie kamen jedoch nicht den gesamten Westgrat aufwärts, da unterwegs schwierige Bedingungen herrschten. Sie wichen weit oben am Berg nach links in die Nordwand nach Tibet aus und nutzten für den Endanstieg ein Steiltal in der Nordwand westlich der Gipfelpyramide, das seither „Hornbein-Couloir“ genannt wird.
Sie erreichten nach mehreren Hochlagern den Gipfel am 22. Mai gegen 18:15 Uhr. Am selben Tag wie Unsoeld und Hornbein waren zwei weitere Amerikaner aus ihrer Expedition auf der Südroute aufgestiegen, Barry Bishop und Lute Jerstad, die zwei Stunden vor Hornbein und Unsoeld auf dem Gipfel waren. Beim Abstieg über den Südgrat vereinten sich die vier – Hornbein und Unsoeld nahmen einen anderen Abstiegsweg und waren die ersten, denen die Überschreitung des Everest gelang.
Hornbein und Unsoeld retteten die anderen Kameraden, als sie in eine Notlage kamen. Schlechtes Wetter erzwang ein Nachtlager in einer Höhe von 8500 Metern. Hornbein beschrieb dieses Erlebnis in seinem Buch The West Ridge (Der Westgrat): „Die Nacht war überwältigend leer. Die schwarze Silhouette des Lhotse hockte dort, halb zu sehen, halb zu ahnen, und noch unter uns. Im wesentlichen war dort nichts, einfach gar nichts. Wir hingen in einer zeitlosen Leere, durchdrungen von intensiver Kälte – und im Wissen, nichts tun zu können, außer zu zittern und auf den Sonnenaufgang zu warten.“ In dieser Nacht hatte Unsoeld die Stiefel von Hornbein ausgezogen und dessen Füße mit seinem Körper gewärmt. Sie setzten mit Sonnenaufgang ihren Abstieg fort und trafen Dave Dingman mit einem Sherpa, der seine eigene Gipfelchance vergab, um den in Not geratenen beizustehen, indem er ihnen eine Hilfsration Sauerstoff überließ.
Das Hornbein-Couloir, eine Rinne im obersten Teil der Nordwand, die Unsoeld und Hornbein seitlich vom Westgrat erstmals durchstiegen, ist nach Tom Hornbein benannt. Die Everest-Querung von Unsoeld und Hornbein ging in die Legenden vom Everest ein.
Im Jahre 2002 war Hornbein im Alter von 72 Jahren immer noch sowohl als Professor wie auch als Bergsteiger aktiv.

## Alpinistische Leistungen (Auszug)
- Mehrere Erstbegehungen in den Gebirgen Nordamerikas, vor allem in Alaska und Colorado.
- Masherbrum (7821 m, Karakorum), Teilnahme als Expeditionsarzt und Bergsteiger an der US-amerikanischen Expedition 1960, die Erstbesteigung des Berges gelingt Willi Unsoeld und George Irving Bell.
- Mount Everest (8848 m, Himalaya), Besteigung 1963 über den Westgrat und Abstieg über den Südostgrat, Erste Überschreitung eines Achttausenders; zusammen mit Willi Unsoeld.